# Drosophila subauraria
Drosophila subauraria är en tvåvingeart som beskrevs av Arika Kimura 1983. Drosophila subauraria ingår i släktet Drosophila och familjen daggflugor.
Artens utbredningsområde är Japan.